# Sophie Moressée-Pichot
Sophie Michèle Moressée-Pichot (* 3. April 1962 in Sissonne) ist eine ehemalige französische Degenfechterin und Moderne Fünfkämpferin.

## Erfolge
Sophie Moressée-Pichot gewann im Fechten bei Weltmeisterschaften zahlreiche Medaillen. Je zwei Silber- und zwei Bronzemedaillen sicherte sie sich in Einzelwettkämpfen, mit der Mannschaft gewann sie zunächst zweimal Silber und einmal Bronze. Ihren größten Erfolg feierte sie in der Mannschaftskonkurrenz 1998 in La Chaux-de-Fonds, als sie mit der französischen Equipe Weltmeisterin wurde. Sie nahm an den Olympischen Spielen 1996 in Atlanta teil und belegte im Einzel den zehnten Platz. Mit der Mannschaft stand sie nach Siegen über Kuba und Russland im Finale, das gegen Italien mit 45:33 gewonnen wurde. Neben Moressée-Pichot wurden Laura Flessel-Colovic und Valérie Barlois Olympiasiegerinnen. Bei den Olympischen Spielen 2000 in Sydney belegte sie mit der Mannschaft den fünften Rang.
Im Modernen Fünfkampf gewann sie bei Weltmeisterschaften im Mannschaftswettbewerb mehrere Medaillen. 1986 wurde sie mit der französischen Mannschaft dabei Weltmeisterin. Im Einzel erreichte sie ebenfalls 1986 mit der Silbermedaille ihr bestes Resultat.